# Karol Plage

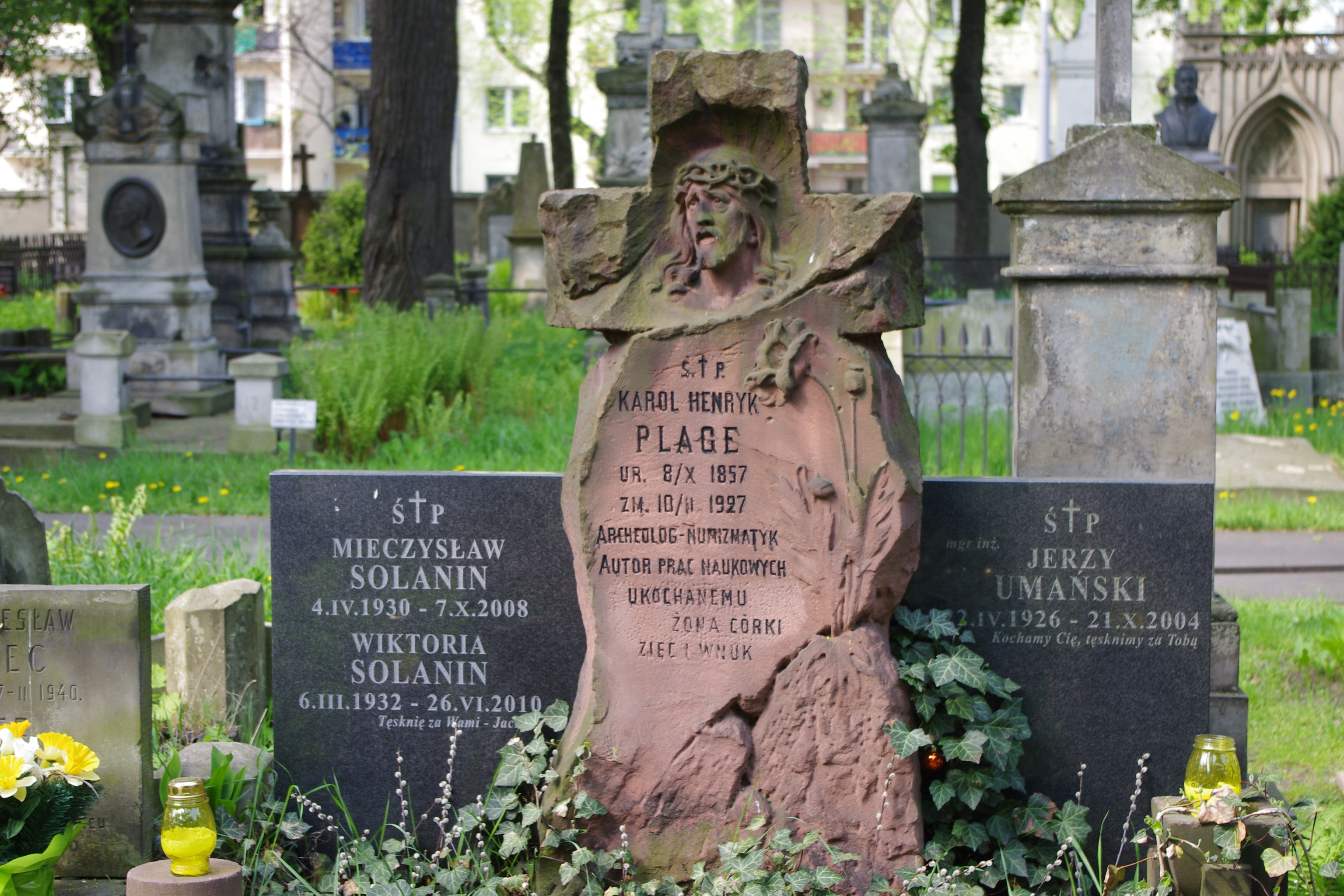
Grób numizmatyka Karola Plage na Cmentarzu ewangelicko-augsburskim w Warszawie

Karol Henryk Plage (ur. 8 października 1857, zm. w lutym 1927) – warszawski numizmatyk, urzędnik kolejowy, kolekcjoner, w latach 1925–1926 pierwszy kustosz muzeum powstałego przy Mennicy Państwowej, autor cenionych monografii numizmatycznych monet Stanisława Augusta Poniatowskiego oraz okresu porozbiorowego.
Był pierwszym numizmatykiem–publicystą, który poświęcił się wyłącznie zagadnieniu mennictwa polskiego przełomu XVIII i XIX w. We wcześniejszej literaturze pojawiały się wyłącznie wzmianki na temat tego okresu, w zasadzie niepełne, czasami wręcz błędne. Publikacja jego prac nastąpiła na przełomie XIX i XX w. Problematyka poruszona przez Karola Plagego musiała szczególnie zainteresować galicyjskie środowisko naukowo-kolekcjonerskie, gdyż natychmiast po ukazaniu się kolejnych pozycji na rynku wydawniczym były one wnikliwie recenzowane w naukowych czasopismach numizmatycznych przez znawców tej rangi co M.Gumowski (w Wiadomościach Nurnizmatyczno-Archeologicznych z 1907 r. nr 1)  oraz  A.Hniłko  (w Wiad. Num. Arch. zr, 1916, nr 6). Pochowany na cmentarzu ewangelicko-augsburskim przy ulicy Młynarskiej (aleja 8, grób 10).

## Prace Karola Plage
- Monety bite w miedzi za panowania Stanisława Augusta, Warszawa 1897
- Monnaies Frappées Pour Le Royaume de Pologne en 1815 a 1864 et Monnaies Frappées a Cracovie en 1835, Kraków 1902
- Monety Bite dla Prowinyi Polskich, przez Austryę i Prusy oraz Monety Wolnego Miasta Gdańska, Księstwa Warszawskiego i w Oblężeniu Zamościa, Kraków 1906
- Okres Stanisława Augusta w historyi numizmatyki polskiej, Kraków 1913